# (12349) 1993 GO
(12349) 1993 GO là một tiểu hành tinh vành đai chính. Nó được phát hiện bởi Atsushi Sugie ở Dynic Astronomical Observatory Nhật Bản, ngày 14 tháng 4 năm 1993.